# Eydelstedt
Eydelstedt (dolnoniem. Eidelstee) – miejscowość i gmina Niemczech, w kraju związkowym Dolna Saksonia, w powiecie Diepholz, wchodzi w skład gminy zbiorowej Barnstorf.